# Beg Bajazid
Beg Bajazid je druhá opera slovenského skladatele Jána Cikkera na libreto básníka Jána Smreka z 50. let 20. století.

## Vznik díla
Po jednoznačném úspěchu své první, folklorizující opery Juro Jánošík si Cikker k následující opeře vybral opět historický námět z básně Samo Chalupky: Turčín Poničan, pojednávající o tureckém vojevůdci ze 16. století, který se dozvídá, že byl v mládí unesen své slovenské matce. Libreto napsal básník Ján Smrek. Opera má prolog a tři dějství, resp. dvě dějství a epilog.
Operu Beg Bajazid Cikker psal v letech 1955 až 1956. Premiéru měla následujícího roku v opeře Slovenského národního divadla (dirigoval Tibor Frešo), ještě téhož roku byla uvedena i v Košicích a v Praze. Podobně jako u Jánošíka skladatel využíval řadu prvků slovenského folklóru, libreto mu však umožňovalo obohatit tuto paletu o exotické orientální prvky (scéna tureckého vojenského tábora, tanec arabských tanečnic, turecká obřadní hostina). Namísto jánošíkovského sociálního akcentu je u Bega Bajazida tematizováno zejména vlastenectví. Svazek s rodnou vlastí, symbolizovaný národní ukolébavkou, je nepřekonatelný a nezničitelný.
Jedno z bratislavských představení navštívil též (západo-)německý muzikolog Fritz Oeser, šéf německé sekce hudebního nakladatelství Bärenreiter, který měl následně velké zásluhy o popularizaci Cikkerova díla v zahraničí. Podnítil též nastudování Bega Bajazida v německém Wiesbadenu (1958), odkud byl převzat i v jiných německých městech (Drážďany 1959, Altenburg 1960) a v Szegedu (1963). Na Slovensku byl vedle zmíněných Košic (1957) uveden v Banské Bystrici (1966). Diváci v českých zemích viděli Bega Bajazida poprvé 24. listopadu 1957 v podání Státního divadla Košice, hostujícího na scéně pražského Tylova divadla. Vzápětí (13. prosince) uvedlo pražské Národní divadlo vlastní inscenaci (1957) a 10. září 1958 v něm hostovala se svým nastudováním Bega Bajazida opera Slovenského národního divadla. Jediná další česká inscenace se konala v Olomouci roku 1975.
Slovenský režisér Tibor Rakovský natočil roku 1973 podle opery televizní film pro Československou televizi.

## Osoby a první obsazení
| osoba                                                           | hlasový obor    | světová premiéra (16.2.1957)                      | česká premiéra (13.12.1957) |
| --------------------------------------------------------------- | --------------- | ------------------------------------------------- | --------------------------- |
| Beg Hassan                                                      | bas             | Ján Hadraba Václav Nouzovský / Gejza Zelenay      | Eduard Haken                |
| Abdul, jeho důstojník                                           | baryton         | Emil Schütz / Juraj Wiedermann                    | Přemysl Kočí                |
| Beg Bajazid                                                     | tenor           | Gustáv Papp / Karol Sekera                        | Jaroslav Stříška            |
| Ahmed, jeho důstojník                                           | bas             | Ferdinand Krčmář / Zdenko Hrůza                   | Jaroslav Horáček            |
| Rychtář                                                         | baryton         | Bohuš Hanák / Franjo Hvastija / Boris Šimanovský  | Václav Bednář               |
| Katka, jeho dcera                                               | soprán          | Mária Hubová / Štefánia Hulmanová / Lucia Ganzová | Drahomíra Tikalová          |
| Anna, její kmotra                                               | alt-mezzosoprán | Helena Bartošová / Janka Gabčová                  | Marta Krásová               |
| Bača                                                            | bas             | Ján Hadraba / Juraj Martvoň                       | Vladimír Jedenáctík         |
| Paša Ibrahim                                                    | baryton         | Imrich Gál                                        | Rudolf Jedlička             |
| První beg                                                       | tenor           | Janko Blaho                                       | Jaroslav Gleich             |
| Druhý beg                                                       | tenor           | Štefan Gabriš                                     | Zdeněk Švehla               |
| Správce domu, eunuch                                            | tenor buffo     | Alexander Baránek                                 | Rudolf Vonásek              |
| Mladý turecký voják                                             | tenor           | Andrej Kucharský / František Šubert               | Viktor Kočí                 |
| Imám istanbulský                                                | basso profondo  | Stanislav Beňačka / Ján Kubíček                   | Josef Celerin               |
| Gazda                                                           | tenor           | Štefan Gabriš / Ján Kukumberg                     | Antonín Votava              |
| Strážný                                                         | tenor-baryton   | Ladislav Vojtko                                   | Josef Vojta                 |
| Arabská tanečnice                                               | taneční role    | Jitka Mňačková / Jaroslava Ernestová              | …                           |
| Vesničané, děvčata, turečtí vojáci, arabské tanečnice, otrokyně |                 |                                                   |                             |
| Dirigent:                                                       | Dirigent:       | Tibor Frešo                                       | Robert Brock                |
| Režie:                                                          | Režie:          | Miloš Wasserbauer                                 | Václav Kašlík               |
| Choreografie:                                                   | Choreografie:   | Štefan Nosáľ, Jitka Mňačková                      | Antonín Landa               |
| Scéna:                                                          | Scéna:          | Ladislav Vychodil                                 | František Tröster           |
| Kostýmy:                                                        | Kostýmy:        | Ludmila Purkyňová                                 | Jan Skalický                |

## Děj opery
Beg Bajazid se odehrává na Slovensku a v Cařihradě v 16. století.

### Prolog
(Turecký tábor pod Fiľakovom) Slovenskou pevnost Fiľakovo obléhá oddíl Turků vedený begem Hassanem. Zatímco mladý voják na stráži zpívá milostnou píseň (Prileť tak ako vták), vzpomíná Hassan smutně na svého syna zemřelého v Cařihradě na mor (Niekto spieva). Místo něj by rád vychoval chlapce ze statečného národa, proti kterému právě bojuje. Hassanův pobočník popisuje ostré srážky s obránci pevnosti v okolí vojenského tábora. Přináší malého chlapce, kterého se mu podařilo unést, jinak však byl jeho oddíl vesničany pobit. Hassanovi se dítě zalíbí; rozhodne se ho vychovat sám jako vlastního syna a Abdula zavazuje k mlčenlivosti.

### 1. dějství
(V rychtářově domě v horské vesničce na středním Slovensku) Po dvaceti sedmi letech oslavují ve slovenské horské vesnici lidé svého nově zvoleného rychtáře (dívčí sbor Katrinko, koláč daj). Rychtář však hosty upozorňuje na turecké nebezpečí. Během slavnosti přepadnou vesnici Turkové pod vedením bega Bajazida a jeho pobočníka Ahmeda. Rychtář je těžce raněn. Jeho dcera Katka jej chce bránit sekerou a zalíbí se přitom begovi, který je ochoten dát rychtáři milost (begův zpěv Nie, so mnou čosi nie je v poriadku). Ten ji však z jeho rukou odmítne přijmout a umírá. Turkové všechny obyvatele, kteří nestihnou utéci, odvlečou do zajetí, včetně Katky i její staré kmotry Anny, které kdysi Turkové unesli synáčka (sbor zajatců Zaplač, pole, zaplač, roľa).

### 2. dějství
(V paláci bega Bajazida v Kadiköji, části Cařihradu) Bajazid se s Katkou oženil a má s ní syna; o ostatní ženy ze svého harému nestojí. Katce se vede dobře, i když se jí stýská po domově (zpěv Celá som ja rozžialená), ostatní zajatci však musí tvrdě pracovat. Bajazid sezval k oslavě narozenin svého dítěte pašu Ibrahima, istanbulského imáma a několik dalších begů. (Tanec odalisek.) Anna přináší syna ukázat, ale když mu rozvine pleny a spatří stejné znaménko, jako měl její syn, poznává v Bajazidovi svého syna a znamená jej křížem. Turečtí hodnostáři jsou chováním otrokyně pohoršeni a Bajazid dává Annu uvrhnout do věže. Katka jej však uklidní a Anna se může vrátit. Anna zpívá dítěti ukolébavku (Nôcka sa blíži) a Bajazidovi se zdá, že ji poznává. Ženy se vzdálí a starý Abdul prozradí Bajazidovi tajemství jeho původu. Otřesený beg se rozhodne osvobodit své zajatce a vydat se s nimi zpět na Slovensko (begův monolog Čo sa to robí?).

### 3. dějství (Epilog)
(Na okraji lesa někde na Pohroní) Navrátilci se ve zdraví vracejí na Slovensko (tercet Bajazida, Anny a Katky Už sme blízko). Rolníci vedení starým bačou poznávají Bajazida a hrozí mu napadením, ale Anna a Katka situaci vysvětlí. Bajazid, který nadále ponese jméno Tomášik, je šťasten (zpěv Odpusť mi, kraj môj). Současně se vracejí i ostatní otroci (sbor Zráňaj si nohy). On i jeho krajani slibují vlasti věčnou věrnost a ochranu (finále — bačův zpěv Som starý človek a sbor Verne stoj).

## Instrumentace
Tři flétny, tři hoboje, tři klarinety, tři fagoty; čtyři lesní rohy, tři trubky, tři pozouny, tuba; tympány, bicí souprava; celesta; smyčcové nástroje (housle, violy, violoncella, kontrabasy).